# Летни фолклорни празници „С Копривщица в сърцето“
Летните фолклорни празници „С Копривщица в сърцето“ са ежегодно културно събитие в град Копривщица, част от културният календар на общината. Организират се от Община Копривщица, Народното читалище и Дирекция на музеите в града.Участници в празниците са както местни певчески и танцови състави, така и гастролиращи изпълнители от цялата страна.
В програмата на празниците влизат документални изложби в художествената галерия „Палавееви къщи“.
Народното веселие се провежда с участието на духовия оркестър при средно училище „Любен Каравелов“ и певческата група „Копришки бисери“. Тук взима участие и танцовият състав „Кръшно хоро“ – гр. Копривщица.
В рамките на фестивала ежегодно се провеждат „Дебелянови вечери“, организирани и финансирани от Дирекция на музеите. На всеки две години тържествено се връчва националната литературна награда „Димчо Дебелянов“, съпътствана с литературни четения и музикални концерти в родния дом на поета.
На всеки 15 август има храмов празник на църквата „Успение на пресветая Богородица“ с общонароден благословен курбан за благоденствието на града и вярващите.
По време на провеждането на празниците има представяне на книги и други художествени произведения в Живия музей.
Всяко лято на площад „20-ти Април“ в рамките на фолклорните празници се провежда и инициативата „Мегданско хоро“ веднъж седмично всяка събота. За осъществяването на изявите идея дава читалището в лицето на неговия председател Недельо Меслеков. Преди да стане общоградско събитие, се провежда последователно във всяка махала на града. Редовни участници са женската певческа група „Копришки бисери“ и юношеският танцов състав „Копривщенчета“, както и гостуващи фолклорни изпълнители от региона и страната.
Тук има и номинация на лице на Копривщица за млад и талантлив изпълнител.
На всеки пет години летните празници съвпадат с провеждащия се в началото на месец август Национален събор на българското народно творчество.

## Историческа справка
През 1998 г. е основана фондация „Копривщица“. Организираните от нея „Дни за фолклор“ са предшественик на летните фолклорни празници „С Копривщица в сърцето“. Нейни учредители са регионалният вестник „Камбана“, Община Копривщица, „Бимак“ АД, с. Челопеч, и д-р Екатерина Ослекова. По време на изявите са организирани изпълнения на певчески и танцови групи и индивидуални изпълнители, включително ансамбли за стари градски песни. Празниците редовно се придружават с изложби базар на Задругата на майсторите и фотоконкурс „България пее в Копривщица“.
„В рамките на летните културни празници в Копривщица през 2011 г. се провежда възпоменателно тържество с откриване на експозиция във връзка с 40-годишнината от смъртта (27 август 1971 г.) на вдъхновителя, организатора и създателя на модерното музейно дело във възрожденската и бунтовна българска столица, Петко Теофилов.“